# アド・サム・ミュージック・トゥ・ユア・デイ
「アド・サム・ミュージック・トゥ・ユア・デイ」（Add Some Music to Your Day）は、ザ・ビーチ・ボーイズが1970年に発表した楽曲。

## 概要
ブライアン・ウィルソンとマイク・ラヴと、本職のソングライターではなかったがブライアンの友人だったジョー・ノットの3人によって書かれた。
演奏はメンバー6人のみで行われ、全員がリードボーカルをつとめた。マイク・ラヴ→ブルース・ジョンストン→デニス・ウィルソン→ブライアン・ウィルソン→アル・ジャーディン→カール・ウィルソンの順番で歌詞のところどころがソロで歌われる。
1970年2月23日にシングルとして発表された。B面はアル・ジャーディンが作詞作曲した「Susie Cincinnati」。B面はオリジナル・アルバムには収録されなかったが、本作品は同年8月発売のアルバム
『サンフラワー』に収録された。
シングルはビルボードHot 100で64位、カナダで43位を記録した。